# Língua lepki
Lepki é uma Papua falada por cerca de 53º pessoas na Nova Guiné Ocidental, Indonésia, perto de suas línguas aparentadas Murkim e Kembra. Apenas algumas centenas de palavras foram registradas, em listas de palavras coletadas às pressas.
O líguistas Øystein Lund Andersen (2007) tem etnografia inédita sobre o Lepki that includes a word list.

## Fonologia
Lepki é uma tonal.:466

## Numeração
A exemplo e outras línguas também da Nova Guiné,  Wurunfjari e Wotjobaluko, o Ketengban apresenta um curioso sistema de numeração, aqui de 1 a 27, usando termos referentes ao corpo humano como dedos, parte as do braço, do rosto